# Charles Orlanducci
Charles Orlanducci (født 28. oktober 1951 i Vescovato, Frankrig) er en fransk tidligere fodboldspiller (forsvarer).
Orlanducci spillede 18 år hos SC Bastia på Korsika. Her var han med til at vinde den franske pokalturnering Coupe de France i 1981. Han var i 1978 med til at nå finalen i UEFA Cuppen, der dog blev tabt samlet til PSV Eindhoven fra Holland.
Orlanducci spillede desuden én kamp for det franske landshold, en EM-kvalifikationskamp mod Belgien den 15. november 1975.

## Titler
Coupe de France
- 1981 med Bastia